# 대동문
대동문(大同門)은 조선민주주의인민공화국의 국보 제4호로, 평양직할시 중구역 대동문동에 있는 성문이다. 원래 고구려 평양성 내성의 동문으로 6세기 중엽에 세웠다. 현재의 것은 여러 차례 수리를 거쳐 1635년 다시 세운 것이다.

## 역사
대동문은 무지개형 문을 가지 웅대한 돌축대 위에 앞면 3칸(15.91m), 옆면 3칸(10.34m)이고, 합각지붕을 한 문다락으로 이루어졌다. 대동문의 총높이는 19m이다. 축대는 큰 돌을 묘하게 쌓아올려 옆벽물매와 평면휘임을 잘 주어 든든하고 안전하다. 문단락은 다른 문단락보다 널마루가 높고 가운데가 넓으며 난간까지 설치하여 굽어보기 좋게 만들었다. 그리고 1층과 2층의 기둥들은 다른 성문기둥보다 높으며 기둥 위에 3포 두공을 짜올려 성문 자체를 장대하게 처리하였다. 특히 건축시공에서 모서리기둥을 중간기둥들보다 굵고 높게 또 약간 앞으로 기울여 세움으로써 역학적으로 평형을 유지하도록 하는 동시에 안정감을 주게 하였다. 뿐만 아니라 굵은 나무기둥을 사용한 대담한 구도와 힘받이 부재들의 억센 물림, 16개의 기둥과 두공, 도리 등의 간격을 규칙성있게 배열하여 성문을 웅대하고 위엄있게 하였다. 또한 3단의 두공, 대공화반의 간결하고 섬세한 정식조각, 아름답고 찬연한 단청 등은 한국 문단락 건축의 전형의 하나로 선조들의 뛰어난 건축술과 기교를 잘 보여준다.
대동문은 고구려에서 6세기 중엽에 평양성을 쌓을 때에 세운 문루로서 그 후 여러 차례 해적들에 의하여 불탔으며 현재 있는 것은 1635년에 다시 세운 것이다. 일제는 대동문의 구조와 장식을 마음대로 떼고 붙임과 성벽을 훼철함으로써 옛 모습에 손상을 주었으며 6·25 때 피해를 입었으나 1954년과 1959년에 보수·정비하였다.

## 대동문 평양종
대동문 평양종(大同門平壤鐘)은 조선시대에 제작해 대동문 누각에 달아놓았던 종을 말한다. 보물급으로 평가받는다. 이 종은 1890년대까지 평양시민들에게 비상경보와 시간을 알려 주었다. 현재의 종은 1726년 다시 만든 것으로 높이 3.1m, 직경 1.6m, 무게 13.5t이다.

## 같이 보기
- 평양성
- 보통문